# Infestdead
Infestdead — шведская дэт-метал-группа, образованная в 1994 году. Группа выпустила один EP и два полноформатных альбома, после чего в 1999 году распалась. Изданием всех указанных релизов занимался лейбл Invasion Records, а в 2000 году они были переизданы лейблом Hammerheart Records. Лирически творчество проекта носило антихристианский характер.

## История
Музыкальный коллектив Infestdead был образован в 1994 году Даном Сванё с целью повышения и апробирования своего мастерства владения бас-гитарой, вокалом и клавишными. Обязанности ведущей гитары исполнял Андреас Аксельссон, а ударные программировались самим Сванё. В 1996 году на лейбле Invasion Records вышел дебютный музыкальный материал проекта — EP Killing Christ. Год спустя последовал дебютный полноформатный альбом Hellfuck, который в 2000 году был переиздан Hammerheart Records с добавлением композиций с ранее указанного EP. В 1999 году вышел последний релиз проекта — альбом JesuSatan, также переизданный в 2000 году (в формате дигипак). Альбом, помимо собственных композиций проекта, содержал кавер-версию Black Night группы Deep Purple.
В 2007 году лейблом Ancient Enemy Records был издан сплит с участием Infestdead и Darkcide, где со стороны первых представлена композиция Dead Earth (записана в 1993 году, ранее нигде не издавалась).

## Последний состав
- Дан Сванё — гитара, бас, ударные
- Андреас Аксельссон — вокал
- Роберто Марселло — сессионная гитара

## Дискография
- 1996 — Killing Christ (EP)
- 1997 — Hellfuck
- 1999 — JesuSatan
- 2007 — Darkcide / Infestdead (сплит)